# Stein Mountain
Stein Mountain är ett berg i Kanada.   Det ligger i provinsen British Columbia, i den södra delen av landet, 3 400 km väster om huvudstaden Ottawa. Toppen på Stein Mountain är 2 761 meter över havet.
Terrängen runt Stein Mountain är bergig åt sydost, men åt nordväst är den kuperad.Trakten runt Stein Mountain är nära nog obefolkad, med mindre än två invånare per kvadratkilometer.. Närmaste större samhälle är Lytton, 17,4 km sydost om Stein Mountain.
I omgivningarna runt Stein Mountain växer i huvudsak barrskog.